# Franz Romanus (Rechtswissenschaftler, 1600)
Franz Romanus (* 31. August 1600 in Leipzig; † 27. Dezember 1668 ebenda) war ein deutscher Rechtswissenschaftler.

## Leben
Franz Romanus war Sohn des Franz Romanus (1550–1636) und dessen Frau Margaretha († 28. Oktober 1633), Tochter des Leipziger Rates Friedrich Backofen von Echt (auch Bachofen; † 1593). Er war adlig geboren (von Muckershausen) und Erbherr von Neumuckershausen und Braußwig. Wie sein Bruder Wilhelm Ulrich Romanus hatte er die Leipziger Nikolaischule besucht. Daneben wurde er von Privatlehrern ausgebildet. 1617 bezog er die Universität Leipzig, um ein philosophisches Studium vor allem bei Andreas Corvinus zu absolvieren.
Da ihm jedoch wesentlich mehr an einem Studium der Rechtswissenschaften lag, hörte er auch die Vorlesungen seines Vaters und Wilhelm Schmucks. Nachdem er als Baccalaureus am 7. August 1664 Aufnahme an die juristische Fakultät gefunden hatte, zog er für Vorbereitungsarbeiten weiterer akademischer Grade am 6. November 1624 gemeinsam mit seinem Bruder an die Universität Wittenberg. In Wittenberg fand er bei Jeremias Reusner Aufnahme, der ihn auch weiter unterrichtete.
Mit seinem Bruder hätte er noch gern eine Gelehrtenreise in andere Länder absolviert, jedoch hinderten sie die Gefahren des Dreißigjährigen Krieges und der grassierenden Seuchen daran. Sie kehrten nach Leipzig zurück, dort erwarb er am 16. November 1626 das Lizentiat der Rechtswissenschaften und promovierte am 12. Juli 1627 zum Doktor der Rechte. Im Anschluss betätigte er sich ab 1630 als Substitut seines Vaters, hielt Vorlesungen an der juristischen Fakultät und wurde am 7. September 1639 Assessor der juristischen Fakultät.
Am 10. April 1644 wurde er fünfter Professor mit dem Titel de Verborum Significatione et de Regulis Juris und stieg am 26. Juli 1645 zur Professur des Kodex auf. Am 16. Oktober 1644 wurde er Kanoniker des Stiftes Merseburg, am 15. Oktober 1645 Syndikus der Akademie. Er hatte sich auch an den organisatorischen Aufgaben der Leipziger Akademie beteiligt, als er am 16. Oktober 1643 für das Wintersemester das Amt des Rektors der Alma Mater antrat.
Er war Assessor am Leipziger Oberhofgericht sowie Sub-Senior der juristischen Fakultät.
Franz Romanus starb im Dezember 1668 an den Folgen eines Magenleidens (Magenkrebs?). Er wurde am 3. Januar 1669 in der Leipziger Paulinerkirche begraben.

## Familie
Romanus war zwei Mal verheiratet. Seine erste Ehe schloss er am 30. August 1631 mit Gertraud (* 11. April 1614 in Leipzig; † 25. Juli 1648 ebenda, begr. 28. Juli 1648 in Leipziger Paulinerkirche), der Tochter des kurfürstlich sächsischen Oberkreissteuereinnehmers und Rates, sowie Vorstehers des Hospitals St. Johannis in Leipzig Chilian Gräfe und dessen Frau Catharina Scipio († 1620), die Tochter des Juristen Johannes Scipio. Aus dieser Ehe stammen fünf Söhne und fünf Töchter, von denen drei Söhne und vier Töchter früh verstarben. Seine zweite Ehe schloss er am 14. August 1650 in Leipzig mit Blandia Dorothea, der Tochter des hallischen Juristen und fürstlich magdeburgischen Rates Friedrich Kühn (* 17. März 1599 in Halle (Saale); † 30. Oktober 1654 ebenda). Aus dieser Ehe stammen sechs Kinder, wovon drei im Kindesalter starben. Von den Kindern ist bekannt:
- Paul Franz Romanus
- Caspar Theolphil Romanus († 1685)
- Catharina Romanus (* 1631) verh. mit Benedikt Strauß
- Gertraud Romanus (* 1631; † jung)
- Friedrich Romanus
- Franz Romanus
- Dorothea Sophia Romanus

## Werke (Auswahl)
Aus seiner Feder stammen 18 Dissertationen, die er von 1626 bis 1665 verfasste. Ebenfalls sind vier Programme 1630 bis 1667 bekannt.
- Disputatio Iuridica De Fideiussoribus. Leipzig 1626
- Decas Quaestionum Miscellanearum Controversarum. Leipzig 1629
- Disp. Legalium Decima, De Peculiis Filiorum-Familias. Leipzig 1642
- Disp. Iuridica Prima De Testamentis: Continens Definitionem, Divisionem & Causam Efficientem. Leipzig 1646
- Disp. Iuridica, De Interpretatione Legis Restrictiva. Leipzig 1651
- Diss. De Pignoribus Et Hypothecis. Leipzig 1651
- Decadem Casuum Ex munifica & larga concessione Collegii Iuridici. Leipzig 1656
- De potestate maritali.
- De pignoribus et hypothecis. Leipzig 1651
- De legatis. Leipzig 1659
- De juribus virorum singularibus. Leipzig 1660
- De emancipatione liberorum. Leipzig 1658
- De fidejussoribus.